# ماریانا، میناس ژرایس
ماریانا (به پرتغالی: Mariana) یک منطقهٔ مسکونی در برزیل است که در مینا ژرایس واقع شده‌است. ماریانا ۱٬۱۹۴٫۲۰۸ کیلومتر مربع مساحت و ۵۸٬۲۳۳ نفر جمعیت دارد و ۸۹۹ متر بالاتر از سطح دریا واقع شده‌است.